# Кистлер (Пенсилванија)
Кистлер (енгл. Kistler) град је у америчкој савезној држави Пенсилванија.

## Демографија
По попису из 2010. године број становника је 320, што је 24 (-7,0%) становника мање него 2000. године.
| Група             | 2000.       | 2010.       |
| Белци             | 333 (96,8%) | 292 (91,3%) |
| Афроамериканци    | 2 (0,6%)    | 7 (2,2%)    |
| Азијати           | 1 (0,3%)    | 1 (0,3%)    |
| Хиспаноамериканци | 2 (0,6%)    | 13 (4,1%)   |
| Укупно            | 344         | 320         |